# Todiébook

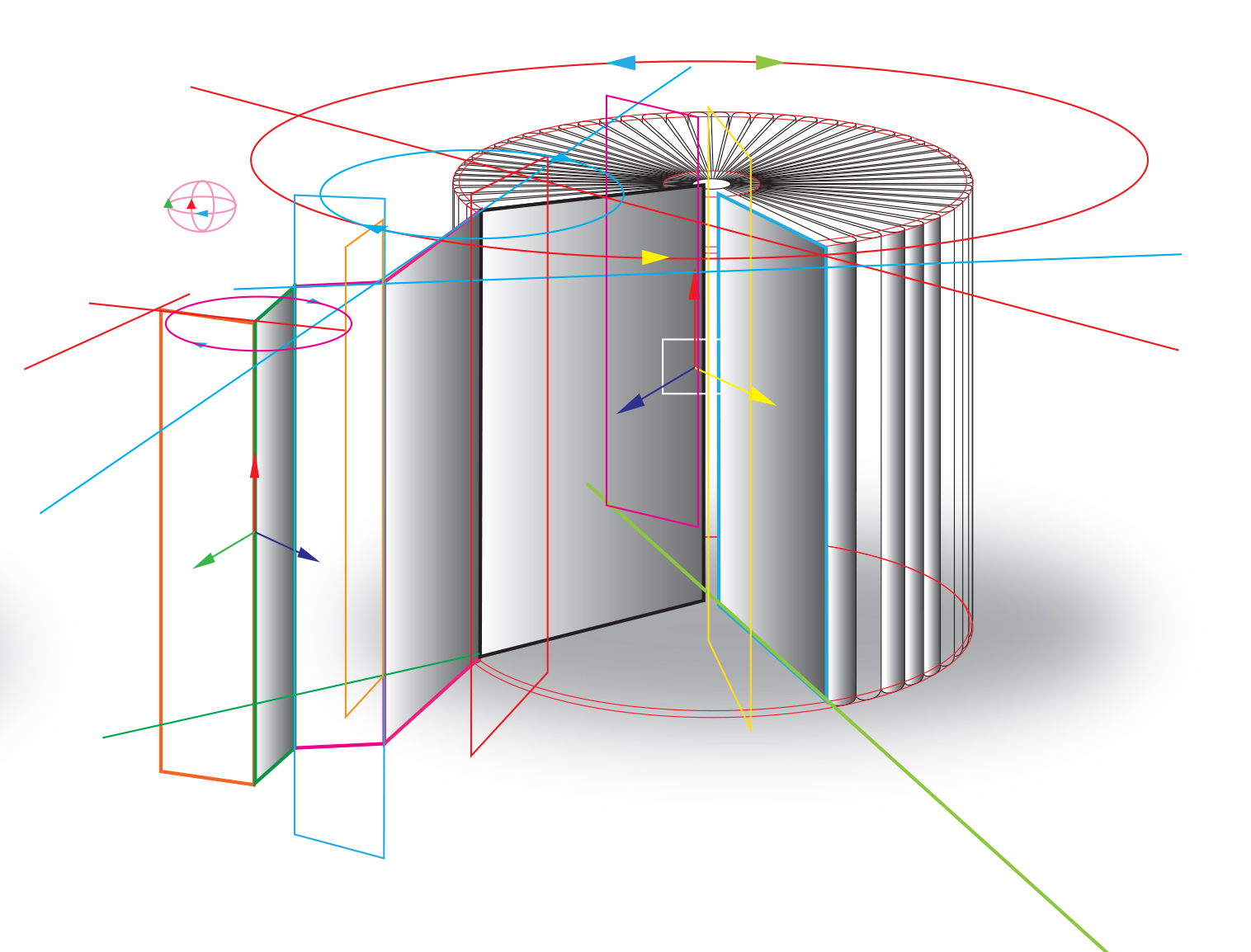
Dessin technique du Todiébook.

Le Todiébook est un livre spatial de forme circulaire créé par Cristian Todié. Il est présenté pour la première fois lors de la 33e édition du Salon du livre à Paris en 2013. L'Institut culturel roumain l'introduit en 2016 au Salon international du livre à Bucarest. 

## Description
Le Todiébook est un livre sans début ni fin, qui introduit à une écriture non linéaire. Il se présente à plat sous sa forme volumétrique ou, une fois plié, sous sa forme spatiale. Images et textes s'agencent alors autour d'un axe, et évoluent avec différents degrés de complexité. Ce livre permet des corrélations entre l'image panoramique et les images à l'intérieur des pages.

## Développement
Le procédé industriel de fabrication du Todiébook a été breveté en France en 2013. Le brevet a été étendu internationalement en Europe, en Corée du Sud, au Japon, en Chine, et est en phase nationale en Inde et aux États-Unis. C'est l'aboutissement de deux décennies de recherches et d'expérimentations par Cristian Todié. Le brevet d'invention ouvre à une nouvelle ingénierie et design du papier. Il a à la base un algorithme qui permet le passage de la forme volumétrique à la forme spatiale tout en recomposant l'image du panoramique, rappelant le processus mathématique de l'éclosion d'une fleur.
Le brevet, par sa géométrie de base, permet au Todiébook d'adopter d'autres formes que celle cylindrique, comme par exemple une forme tronconique ; d'y intégrer des objets ; d'adapter du pop-up. Les premiers sujets traités sont le Musée du Louvre, Paris, l'écrivain Marek Halter et Quarante ans d'art théorique.